# Montgomery Wilson
Pour les articles homonymes, voir Wilson.
Montgomery "Bud" Wilson (né le 20 août 1909 à Toronto, mort le 15 novembre 1964 à Lincoln (Massachusetts)) était un patineur artistique canadien.

## Biographie

### Carrière sportive
Il a accumulé un nombre impressionnant de titres canadiens et nord-américain qui n'a jamais été égalé: 18 titres canadiens et 10 titres nord-américains. En 1932, il a gagné la médaille d'argent en simple aux championnats du monde. Il a également gagné une médaille de bronze en  simple aux Jeux olympiques d'hiver de 1932. Ces deux médailles sont les premières en patinage artistique remporté par un canadien. Il a aussi terminé cinquième à ces mêmes Jeux en couple avec sa sœur Constance Wilson-Samuel.

### Reconversion
Montgomery Wilson est actif dans le patinage artistique de 1926 à 1964. Après avoir quitté la compétition, il se produit dans des spectacles sur glace organisés par des associations de patinage. Ensuite, il enseigne au Boston Skating Club de 1949 à 1963, et à la Michigan State University à partir de 1964.
Montgomery Wilson est admis au Temple de la renommée du patinage artistique canadien en 1990.

## Palmarès
| Compétitions en individuel      | 1924 | 1925 | 1926 | 1927 | 1928 | 1929 | 1930 | 1931 | 1932 | 1933 | 1934 | 1935 | 1936 | 1937 | 1938 | 1939 |
| Jeux olympiques d'hiver         |      |      |      |      | 13e  |      |      |      | 3e   |      |      |      | 4e   |      |      |      |
| Championnats du monde           |      |      |      |      | 7e   |      | 4e   |      | 2e   |      |      |      | 5e   |      |      |      |
| Championnats d'Amérique du Nord |      |      |      | 4e   |      | 1er  |      | 1er  |      | 1er  |      | 1er  |      | 1er  |      | 1er  |
| Championnats du Canada          | 2e   |      | 2e   | 2e   |      | 1er  | 1er  | 1er  | 1er  | 1er  | 1er  | 1er  | F    | F    | 1er  | 1er  |
|                                 |      |      |      |      |      |      |      |      |      |      |      |      |      |      |      |      |
| Compétitions en couple          | 1924 | 1925 | 1926 | 1927 | 1928 | 1929 | 1930 | 1931 | 1932 | 1933 | 1934 | 1935 | 1936 | 1937 | 1938 | 1939 |
| Jeux olympiques d'hiver         |      |      |      |      |      |      |      |      | 5e   |      |      |      |      |      |      |      |
| Championnats du monde           |      |      |      |      |      |      | 4e   |      | 6e   |      |      |      |      |      |      |      |
| Championnats d'Amérique du Nord |      |      |      | 3e   |      | 1er  |      | 1er  |      | 1er  |      | 2e   |      |      |      |      |
| Championnats du Canada          |      |      |      | 2e   | F    | 1er  | 1er  | 2e   | 1er  | 1er  | 1er  | 3e   |      |      |      |      |
| Légende : F = Forfait           |      |      |      |      |      |      |      |      |      |      |      |      |      |      |      |      |